# Fadil
Fadil je moško osebno ime.

## Izvor imena
Fadil je muslimansko ime, ki izhaja prek turškega imena  Fâdil iz arabskega Fâdil s pomenom »odličen, izreden, pomemben, učen, vreden«  

## Različice imena
- moške različice imena: Fadilj, Fadlan, Fado
- ženske različice imena: Fada, Fadeta, Fadi, Fadila, Fadlija

## Pogostost imena
Po podatkih Statističnega urada Republike Slovenije je bilo na dan 31. decembra 2007 v Sloveniji število moških oseb z imenom Fadil: 357.